# Baricitinib
Baricitinib, venduto a marchio Olumiant e altri, è un farmaco per il trattamento dell'artrite reumatoide (RA) in adulti che non rispondono a inibitori TNF. Lavora come gli Inibitori delle JAK (JAK), bloccando i sottotipi JAK1 e JAK2. Il farmaco è approvato in Unione Europea e in USA. Effetti collaterali notevoli sono la possibilità di infezioni opportunistiche, batteriche, di miceti, di funghi e virus.

## Uso
Nel febbraio 2017 è stato approvato per l'uso contro l'artrite reumatoide moderata e severa, da solo o con metotrexato.
Nel 2018 la FDA approva l'uso per artrite reumatoide, moderata o severa, in soggetti che non rispondono agli antagonisti TNF.
Nel settembre 2021 viene approvata dall'AIFA per il trattamento di COVID-19.
Nel giugno 2022 viene approvata dall'FDA per il trattamento dell'Alopecia areata.

## Controindicazioni
Controindicato in gravidanza.

## Effetti collaterali
Infezioni del tratto respiratorio superiore e ipercolesterolemia nel 10% dei pazienti. Meno comuni infezioni da herpes zoster, herpes simplex, del tratto urinario e gastroenteriti.

## COVID-19
Nell'aprile 2020 viene sperimentato dalla Lilly come farmaco contro il COVID-19.
Nel luglio 2021 la FDA rivede l'autorizzazione EUA per l'uso in pazienti COVID-19 ospedalizzati con ventilazione assistita, invasiva e non, o circolazione extracorporea ECMO. Viene rivisto l'uso associato a remdesivir, non più necessario.

## Alopecia
Nel giugno 2022, la Food and Drug Administration ha autorizzato il Baricitinib per il trattamento delle formi gravi di Alopecia areata.
La sua sicurezza ed efficacia è stata verificata mediante due sperimentazioni in fase III (Trial AA-1 and Trial AA-2) nei quali i partecipanti hanno ottenuto una riduzione di almeno 50% della caduta di capelli, misurata con apposita strumentazione, rispetto al gruppo di controllo con placebo, per un periodo di almeno sei mesi.